# 維比海耶斯石堡
維比海耶斯石堡（英語：Wiebbe Hayes Stone Fort）是一座位於澳洲西華勒比島的防禦要塞，也是澳洲現存最古老的歐洲建築，該建築物是由巴達維亞號海難大屠殺的倖存者於1629年建造。距離西澳大利亞海岸約63公里（39 英里）。

## 歷史

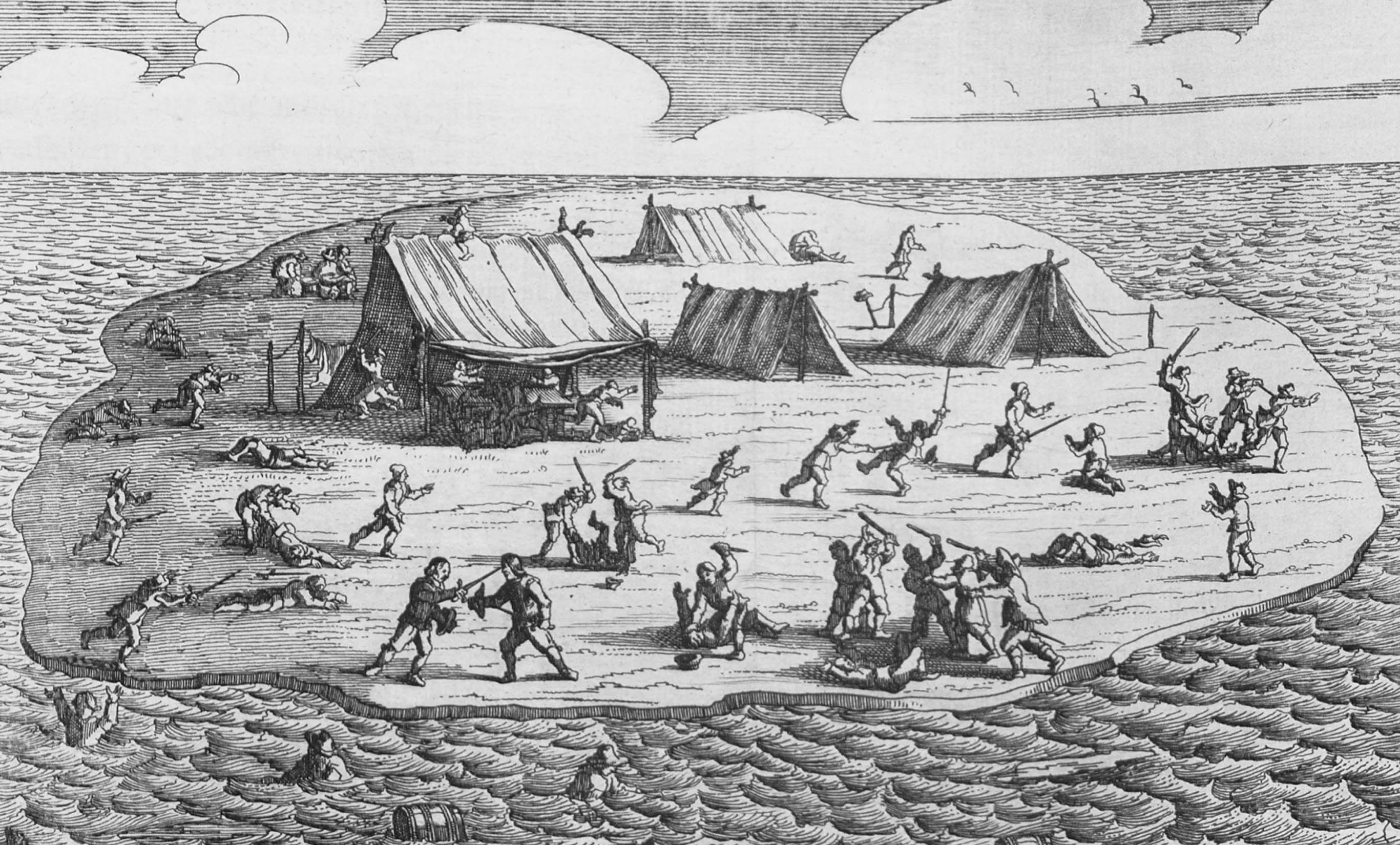
巴達維亞號大屠殺

在1629年的巴達維亞號海難之後，一群受困士兵在維比·海耶斯的指揮下被放到西瓦拉比島的岸上尋找水源。一群叛變者則離開了海耶斯的團隊，並暗自希望他們會餓死或渴死。然而海耶斯和其他的士兵們則發現他們能夠涉水到擁有淡水泉水東華勒比島。西袋鼠島和東袋鼠島是塔瑪袋鼠生活的唯一島嶼。因此，士兵們可以獲得叛亂分子無法獲得的食物和水源。
叛變者後來向海耶斯一行人發動了一系列攻擊，海耶斯和他的手下則在西華勒比島上建造使用石頭製作的臨時防禦建築:37，目前該石堡的殘餘結構是澳洲已知最古老的歐洲建築，僅是一個以鬆散石塊堆積成的簡單的結構，位於距離大海約100公尺的灌木叢中。

### 衍生閱讀
- Parry, Chris. . The West Australian. 2015-07-27  [2020-05-16]. （原始内容存档于2022-09-22）.
- Ariese, Csilla E.  (PDF) (学位论文). Gothenburg: Göteborgs Universitet. 2010  [2020-05-16]. （原始内容存档 (PDF)于2020-05-16）.
- . Australian National Maritime Museum. 2018  [2020-05-16].
- Bevacqua, B.  (PDF) (报告). Department of Maritime Archaeology, Western Australian Museum. 1974  [2020-05-16]. （原始内容存档 (PDF)于2022-09-22）. |number=被忽略 (帮助)
- Beasley, Carolyn. . Australian Geographic. 2020-02-06  [2020-05-16]. （原始内容存档于2022-09-22）.
- . National Film and Sound Archive of Australia. 2009  [2021-02-09]. （原始内容存档于2022-09-22）.
- Gapps, Stephen. . Australian National Maritime Museum. 2010-02-08  [2021-02-09]. （原始内容存档于2022-09-22）.